# Reiseveranstalter
Als Reiseveranstalter (englisch tour operator, travel agent) gilt, wer Reisenden mindestens eine Leistung zur Durchführung einer Reise erbringt.

## Allgemeines
Der Rechtsbegriff des Reiseveranstalters kommt im Reiserecht sehr häufig vor, eine Legaldefinition wird jedoch nicht (mehr) angeboten. In § 651a Abs. 1 BGB wird er beim Reisevertrag als Vertragspartner des Reisenden präsentiert. Reiseveranstalter bieten sowohl im Massentourismus Pauschalreisen als auch im Individualtourismus Individualreisen an. Ihr Angebot richtet sich auf beide Reisezwecke aus, der Urlaubsreise und der Dienstreise.
Missverständlich ist das Grundwort „Veranstalter“, von dessen Merkmalen lediglich die organisatorische Verantwortung, das unternehmerische Risiko und die Haftung auf Reiseveranstalter zutreffen. Die Durchführung der Veranstaltung obliegt jedoch den vom Reiseveranstalter vermittelten Transportunternehmen, Hotels oder sonstigen Veranstaltern. Zunehmend übernehmen Reiseveranstalter im Rahmen der vertikalen Integration jedoch auch die Rolle von Veranstaltern mit eigenen Fluggesellschaften (TUIfly) oder Hotels (TUI Hotels & Resorts). Reiseveranstalter fassen Reiseleistungen zu touristischen Angeboten zusammen oder kombinieren diese und vertreiben sie über Reisekataloge auf eigene Rechnung und auf eigenes Risiko.

## Geschichte
In der Antike und während des Mittelalters organisierten die ersten Reiseveranstalter Pilgerreisen.
Die Auswanderungswellen des 18. und 19. Jahrhunderts von Europa in die USA wurden meist von Reedereien organisiert. Sie übernahmen die Rolle des Reiseveranstalters. So entstand 1839 die British and North American Royal Mail Steam-Packet Company und im Mai 1847 die Hamburg-Amerikanische Packetfahrt-Actien-Gesellschaft. Am 5. Juli 1841 organisierte Thomas Cook die Eisenbahnreise von 570 Aktivisten der Abstinenzbewegung von Leicester ins nahegelegene Loughborough zum Sonderpreis von einem Shilling pro Person und galt damit als erster Reiseveranstalter im Zeitalter der Industrialisierung. Es folgten Exkursionen nach Liverpool (1845), Schottland (1846) und zur Weltausstellung in London (1851). Die erste Reise auf das europäische Festland unternahm Cook 1855. Am 17. Mai 1861 organisierte Cook für Arbeiter eine Reise per Bahn und Schiff nach Paris. Erstmals waren darin die Ausgaben für Unterkunft und Verpflegung im Preis inbegriffen (All inclusive). Damit nahmen Pauschalreisen ihren Anfang. Er eröffnete 1865 in London sein erstes Reisebüro.
Alfred Kuoni gründete im April 1906 den später größten Schweizer Reiseveranstalter Kuoni. Erster größerer deutscher Reiseveranstalter der Neuzeit war das im Oktober 1917 gegründete Mitteleuropäische Reisebüro (MER), aus dem im Oktober 1948 die DER hervorging. Das Österreichische Verkehrsbüro entstand im Dezember 1917 und ist heute der größte Touristikkonzern im Land. Es folgte in Deutschland die 1928 von Hubert und Maria Tigges gegründete Dr. Tigges, ein Reiseveranstalter, dessen Programm auf Studienreisen ausgerichtet war. Im November 1951 entstand die von der Bahn AG gegründete Ameropa-Reisen, die sich auf Reisen amerikanischer Soldaten in ihre Heimat spezialisierte. Zu den ersten großen Reiseveranstaltern nach dem Krieg gehörten Touropa (1951 aus der DER hervorgegangen), Hummel (1953) und Scharnow-Reisen (1953), gefolgt von Studiosus Reisen (1954) und Marco Polo Reisen (1956). Im Oktober 1955 folgte die LTU, die als Reiseveranstalter ab 1964 durch „Transair LTU“ und ab 1980 durch „Meier’s Weltreisen“ als Reiseveranstalter tätig wurde. Die Deutsche Flugdienst GmbH (ab November 1961: Condor Flugdienst) startete im Dezember 1955, Quelle Reisen folgte 1962, Neckermann Reisen 1963, TUI übernahm 1968 Dr. Tigges.
Im November 1970 gründete die Kaufhof AG die ITS Reisen, die 1995 von der Rewe Group übernommen wurde. Alltours entstand im Januar 1974, im Jahre 1976 übernahm Karstadt die Neckermann Reisen. Im Jahre 1983 entstand die FTI Group als „Frosch Touristik“. Kuoni ging im September 2015 an die deutsche Rewe Group über. Die größten Reiseveranstalter Österreichs sind heute Alltours, Eurotours International, FTI Austria, Jumbo/Ruefa und REWE Austria.

## Arten
Im Hinblick auf ihre Betriebsgröße dominieren die Anbieter von Pauschalreisen auf dem Massenmarkt. Daneben hat sich in der Reisebranche auch eine ganze Reihe von Spezialreiseveranstaltern auf einem Nischenmarkt etabliert. So haben sich manche Unternehmen etwa auf Studien-, Sprach-, Jugend- oder Expeditionsreisen spezialisiert. Einige Anbieter legen ihren Schwerpunkt auf Flug-, andere auf Busreisen. Auch gibt es Nischenanbieter für bestimmte Länder und Erdteile. Es existiert auch ein Klassenmarkt, auf dem Luxusreisen und Luxushotels angeboten werden (etwa Secret Escapes). Diverse Online-Preisvergleichsportale vereinen verschiedene Anbieter und bieten Filtermöglichkeiten.

## Rechtsfragen
In § 651a Abs. 2 BGB a. F. wurde der Reiseveranstalter definiert als „natürliche oder juristische Person, welche eine Reise in eigener Verantwortung organisiert, anbietet und erbringt“. Eine gewerbliche Tätigkeit oder eine gewisse Häufigkeit ist nicht erforderlich, so dass auch Gelegenheitsveranstalter wie Schulträger, Jugendverbände oder Vereine darunter fallen, wenn die Teilnahme an der Reise jedermann durch Beitritt möglich ist. Reiseveranstalter ist auch, wer lediglich eine einzige Reiseleistung erbringen lässt (etwa lediglich einen Flug); erst recht gelten als Reiseveranstalter Unternehmen, die bei einer Pauschalreise oder bei verbundenen Reiseleistungen mehrere Teilleistungen zusammenfügen.
Im Reisevertrag verpflichtet sich nach § 651a BGB der Reiseveranstalter, dem Reisenden eine Gesamtheit von Reiseleistungen (Reise) zu erbringen. Als Gegenleistung ist der Reisende verpflichtet, dem Reiseveranstalter den vereinbarten Reisepreis zu zahlen. Der Reiseveranstalter ist gemäß § 651c Abs. 1 BGB verpflichtet, die Reise so zu erbringen, dass sie die zugesicherten Eigenschaften hat und nicht mit Fehlern behaftet ist, die den Wert oder die Tauglichkeit zu dem gewöhnlichen oder nach dem Vertrag vorausgesetzten Nutzen aufheben oder mindern. Bei Pauschalreisen haftet der Reiseveranstalter gemäß Reisevertrag verschuldensunabhängig für Reisemängel (§ 651i BGB), geregelt sind die beidseitigen Kündigungs- und Rücktrittsrechte vor Reiseantritt und während der Reise, die Ansprüche des Reisenden aus Minderung des Reisepreises, Schadensersatz, Aufwendungsersatz oder Abhilfe.
Der Reiseveranstalter hat nach § 651r Abs. 1 BGB sicherzustellen, dass dem Reisenden der gezahlte Reisepreis erstattet wird, soweit im Fall der Zahlungsunfähigkeit des Reiseveranstalters Reiseleistungen ausfallen oder der Reisende im Hinblick auf erbrachte Reiseleistungen Zahlungsaufforderungen von Leistungserbringern nachkommt, deren Entgeltforderungen der Reiseveranstalter nicht erfüllt hat. Diese Verpflichtungen kann der Reiseveranstalter nur erfüllen durch eine Versicherung bei einem zum Geschäftsbetrieb befugten Versicherungsunternehmen oder durch ein Zahlungsversprechen eines zum Geschäftsbetrieb befugten Kreditinstituts (Reisesicherungsschein).
Der Reiseveranstalter ist meist auch Herausgeber eines Reisekatalogs über die von ihm angebotenen Reisen, in den er auch den Vorbehalt einer Anpassung des Reisepreises gemäß § 8 Abs. 2 PAngV aufnehmen darf.

## Wirtschaftliche Aspekte
Reiseveranstalter kombinieren die Teilleistungen einzelner Leistungsträger zum Produkt der Pauschalreise oder Bausteinreise und bieten diese unter eigenem Namen und Risiko an. Wichtigste Aufgaben sind die Koordination einzelner Teilleistungen (Hinreise/Hotel/Sightseeing/Abreise) innerhalb der Reisedauer und die Planung der Reiseketten. Bei letzteren wird zwischen dem Vorlauf (die Fahrt von der Wohnung zum Bahnhof, Flughafen oder Hafen), Hauptlauf (Bahnreise, Busreise, Flugreise, Schiffsreise) und dem Nachlauf (vom Ankunftsbahnhof, -flughafen oder -hafen zum Hotel) unterschieden.
Im Gegensatz zum traditionellen Reiseveranstalter sind beim vertikal integrierten Reiseveranstalter mehrere Stufen der Wertschöpfung zu einer Wertschöpfungskette in einem Unternehmen vereint, indem er selbst Fluggesellschaften oder Hotels betreibt. Er kann dann die Produkt- und Dienstleistungsqualität besser steuern, indem er beispielsweise eigene Hotels so betreibt, dass die sonst üblichen Beschwerden entfallen und die Kundenzufriedenheit steigern. Er macht sich dabei Größenvorteile zunutze, die das Gesetz der Massenproduktion befolgen und letztlich durch Skaleneffekte zu Wettbewerbsvorteilen führen.
Eine horizontale Integration findet durch die Erweiterung des bisherigen Produktprogramms um verwandte Produkte für tendenziell die gleiche Kundschaft statt. So haben manche Reiseveranstalter ab 1999 ihre Reisekataloge um Wellnessreisen erweitert.

## Abgrenzung
Für die Abgrenzung zwischen Reiseveranstalter und Reisevermittler sind die Regelung nach § 651a Abs. 2 BGB und die Sicht des Reisenden maßgeblich (§§ 133 BGB, § 157 BGB).
- Ein Reiseveranstalter erbringt die im Reisevertrag versprochene Gesamtheit von Reiseleistungen selbst oder bedient sich zur Erfüllung seiner Verpflichtungen gegenüber dem Reisenden Erfüllungsgehilfen (Leistungsträger).
- Ein Reisevermittler vermittelt Reiseverträge zwischen Reiseveranstaltern und Reisenden. Er berät Kunden und leitet die Buchung ordnungsgemäß an den Reiseveranstalter weiter.
- Ein Reisebüro ist ein Unternehmen der Reisebranche, das als Reisevermittler in der Touristik zwischen Reiseveranstalter und Reisendem tätig ist. Es kann auch selbst Reisen veranstalten und somit als Reiseveranstalter auftreten.
- Ein virtueller Reiseveranstalter kauft im Gegensatz zu einem klassischen Reiseveranstalter die Bestandteile einer Pauschalreise (Flug, Hotelbetten, Transfers etc.) nicht fest und vor Buchung ein, sondern stellt diese nach den Wünschen der Kunden online zu einem Reisepaket (siehe auch: Paketreiseveranstalter) zusammen, dabei haftet der virtuelle Reiseveranstalter im Falle der Überbuchungen oder Flugausfälle. Ein virtueller Reiseveranstalter verzichtet auf gedruckte Kataloge und bietet seine Produkte internetbasiert über Web-Portale ohne Beratung an. Damit schaffen virtuelle Reiseveranstalter ein größeres und vor allem preis-flexibleres Produktportfolio für den Kunden.[12]

Ein Reisebüro/Reisevermittler vermittelt in der Regel ein Reiseangebot eines Reiseveranstalters, denn es werden fremde Reiseleistungen im Namen anderer und auf fremde Rechnung dem Reisenden vermittelt. Die Durchführung der Reise obliegt dem Vermittler dagegen nicht.